# 1427 Ruvuma
1427 Ruvuma (1937 KB) là một tiểu hành tinh vành đai chính được phát hiện ngày 16 tháng 5 năm 1937 bởi C. Jackson ở Johannesburg (UO).